# Příběhy bezpráví

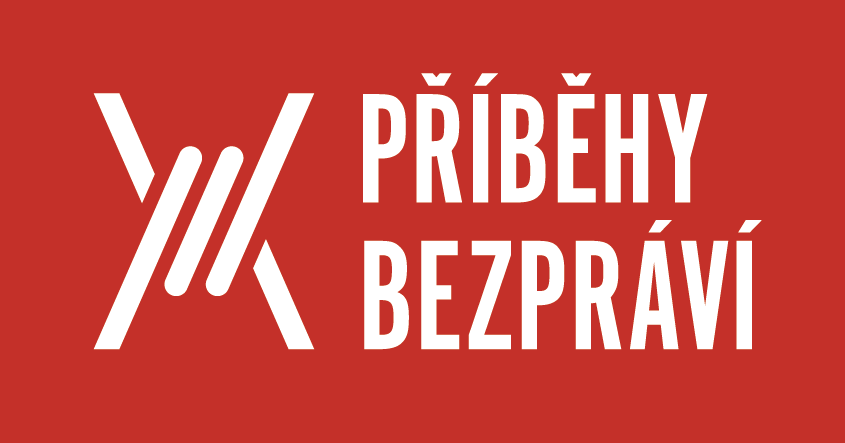
Logo projektu Příběhy bezpráví (JSNS, Člověk v tísni)

Příběhy bezpráví jsou projekt, který je součástí vzdělávacího programu Jeden svět na školách (JSNS) organizace Člověk v tísni.
Česká společnost má za sebou desítky let života v diktaturách, a navzdory této zkušenosti jako by se z ní vytrácelo vědomí, že současná svoboda není samozřejmá, že je třeba ji chránit. Právě proto vznikl v roce 2005 projekt Příběhy bezpráví, který žákům a studentům tuto dobu nesvobody přibližuje.
Příběhy bezpráví poskytují dokumentární i hrané filmy a další materiály vhodné k výuce dějepisu. Na stovkách škol v celé republice pořádají filmové projekce a besedy s pamětníky, historiky a filmaři. Organizují také semináře pro pedagogy, výstavy pro veřejnost a vydávají knihy a metodické příručky. Mezi vybrané filmy například patří 1989: Chceme dýchat, 1989: Z deníku Ivany A. nebo 1989: Z dopisů psaných přes železnou oponu, jejichž režisérem je ředitel JSNS Karel Strachota. K výročí událostí 17. listopadu připravují veřejné promítání tematických filmů v Kině Příběhů bezpráví.
Od roku 2009 studenti udělují Cenu Příběhů bezpráví za odvážné postoje a činy v době komunistického režimu. Nabízí tak mladým lidem možnost setkat se s pamětníky totalitního bezpráví.

## Laureáti Ceny Příběhů bezpráví
- 2009 – Stanislav Rejhart, Kamila Moučková, Jan Moravec
- 2010 – Pavel Wonka, Jiřina Minaříková – Slámová, Julie Hrušková
- 2011 – Hana Truncová, Ladislav Trejbal, Miroslav Skalický
- 2012 – Otakar Rambousek, Hana Krsková-Dvořáková, Oldřich Čapka
- 2013 – Karel Metyš, Zdeněk Kovařík, Josef Čech
- 2014 – Jarmila Stibicová, Karla Charvátová roz. Grollová, Josef Čoček
- 2015 – Josef Odehnal, Marie Chalupová, František Cecha
- 2016 – František Teplý, Jiří Světlík, Karel Ondřej Frgal
- 2017 – Pavel Horák. Jan Lukáš, Hana Jüptnerová
- 2018 – Miloš Rejchrt, Anna Honová, František Rudl
- 2019 – Jan Kratochvil, Jiřina Čechová, Vlasta Černá
- 2020 – Mária Berčíková, Václav Jozefy, Rudolf Macek
- 2022 – Zdeněk Dvořáček, Silvestra Chnápková, Jiří Kvapil
- 2023 – Terezie Hradilková, Tomáš Kábrt, Miloslav Souček
- 2024 – Václav Blabolil, Kristína Zachovalová, Leo Žídek

## Činnost

### Měsíc Příběhů bezpráví[3]
Již od roku 2005 pořádá JSNS v rámci projektu Příběhy bezpráví každý listopad na stovkách českých základních a středních škol projekt Měsíc Příběhů bezpráví (dříve Měsíc filmu na školách), kdy pedagogové promítají filmy zaměřené na konkrétní historickou událost či určité období našich moderních dějin. Na každou projekci navazují setkání s pamětníky, historiky a filmaři. Filmy zde tak fungují jako prostředek k otevření debaty.
Cílem Měsíce Příběhů bezpráví je přiblížit mladým lidem prostřednictvím filmů a následných debat československé moderní dějiny; otevřít diskuzi nad konkrétními historickými událostmi či epochami; rozšiřovat aktivity na poli filmové a mediální výchovy a v neposlední řadě vytvářet prostor pro setkání studentů se staršími generacemi nebo odborníky na jednotlivá témata.

### Den Příběhů bezpráví[4]
Od roku 2011 Příběhy bezpráví pořádají u příležitosti Dne památky obětí komunistického režimu (27. června) Den Příběhů bezpráví. První ročník proběhl v Národním divadle, kde pro školy proběhla projekce filmu Zítra se bude…, poté se studenti přesunuli k Památníku obětem komunismu na pražském Újezdě, kde drželi minutu ticha. Po celý den také v ulicích Prahy rozdávali symbolické stužky a v Lidových novinách vyšel jako speciální příloha komiksově zpracovaný příběh Milady Horákové.
Den Příběhů bezpráví se postupem času modifikoval. V posledních letech probíhá formou studentských pietních aktů v centru Prahy (na Karlově mostě, na Střeleckém ostrově nebo v pasáži Paláce Lucerna.)